# Can Framis (el Masnou)
Can Framis és un edifici del municipi del Masnou (Maresme) protegit com a bé cultural d'interès local. També s'anomena Can Salvador Millet perquè el promotor de l'obra fou Salvador Millet i Bertran.

## Descripció
Edifici civil entre mitgeres de planta rectangular allargada que consta de planta baixa i dos pisos amb una coberta volada per la façana, de teules àrabs a dues aigües amb el carener paral·lel a la façana principal.
La seva façana, que és on recau tot l'interès, es divideix en tres parts. La composició de la façana s'inspira en l'arquitectura renaixentista, especialment la decoració escultòrica a les llindes del pis principal i les obertures de la planta superior, a mode de galeria de solana. La planta baixa està ocupada a la seva totalitat per la porta d'accés, emmarcada dins d'un gran arc ogival. En el primer pis destaca un balcó continu amb les dues obertures i una reixa de ferro forjat. També destaca la decoració de la barbacana a base de rajoles blaves i blanques, les motllures amb motius vegetals dels dintells de les balconeres i l'escut central amb les inicials S.M. de Salvador Millet. El segon pis està format per una gran balconada de ferro forjat i dues portes d'accés a l'interior, i el tercer pis el componen tres finestres d'arcs rebaixats i separades per columnes. La cornisa està decorada amb rajola blava, i les finestres del primer pis decoren les llindes amb motllures i motius vegetals de tipus historicista i medievalitzants.